# Divisão Especial (maschile)
La Divisão Especial è la massima serie del campionato Paulista di pallavolo maschile: al torneo partecipano otto squadre di club brasiliane dello stato di San Paolo e la squadra vincitrice si fregia del titolo di campione Paulista.

## Albo d'oro
| Anno          | Podio         | Podio                    | Podio           |
| Campione      | Seconda       | Terza                    |                 |
| ------------- | ------------- | ------------------------ | --------------- |
| 1973 Dettagli | Paulistano    | Aramaçan                 | -               |
| 1974 Dettagli | Santos        | Paulistano               | -               |
| 1975 Dettagli | Santos        | Paulistano               | -               |
| 1976 Dettagli | Santo André   | Paulistano               | -               |
| 1977 Dettagli | Paulistano    | Santo André              | -               |
| 1978 Dettagli | Paulistano    | [[Brasil Vôlei Clube\|]] | -               |
| 1979 Dettagli | Paulistano    | Pirelli                  | -               |
| 1980 Dettagli | Paulistano    | Pirelli                  | -               |
| 1981 Dettagli | Pirelli       | ADCTA Americana          | -               |
| 1982 Dettagli | Pirelli       | Paulistano               | -               |
| 1983 Dettagli | Pirelli       | Palestra                 | -               |
| 1984 Dettagli | Pirelli       | Paulistano               | -               |
| 1985 Dettagli | Pirelli       | Banespa                  | -               |
| 1986 Dettagli | Pirelli       | Lojicred                 | -               |
| 1987 Dettagli | Pirelli       | Banespa                  | -               |
| 1988 Dettagli | Telesp Clube  | Pirelli                  | -               |
| 1989 Dettagli | Banespa       | Pirelli                  | -               |
| 1990 Dettagli | Banespa       | Sândalo                  | -               |
| 1991 Dettagli | Banespa       | Pirelli                  | -               |
| 1992 Dettagli | União Suzano  | Palmeiras                | -               |
| 1993 Dettagli | União Suzano  | Palmeiras                | -               |
| 1994 Dettagli | União Suzano  | Telesp Clube             | -               |
| 1995 Dettagli | União Suzano  | Banespa                  | -               |
| 1996 Dettagli | Telesp Clube  | União Suzano             | -               |
| 1997 Dettagli | União Suzano  | Olympikus                | -               |
| 1998 Dettagli | União Suzano  | Banespa                  | -               |
| 1999 Dettagli | União Suzano  | Banespa                  | -               |
| 2000 Dettagli | Banespa       | FENABB                   | -               |
| 2001 Dettagli | Banespa       | Palmeiras                | -               |
| 2002 Dettagli | União Suzano  | Palmeiras                | -               |
| 2003 Dettagli | San Paolo     | União Suzano             | -               |
| 2004 Dettagli | Banespa       | União Suzano             | -               |
| 2005 Dettagli | Pinheiros     | Barueri                  | -               |
| 2006 Dettagli | Pinheiros     | Banespa                  | -               |
| 2007 Dettagli | União Suzano  | Pinheiros                | -               |
| 2008 Dettagli | Ulbra         | Pinheiros                | -               |
| 2009 Dettagli | Sesi          | BVC                      | Pinheiros       |
| 2010 Dettagli | GRER          | Sesi                     | Pinheiros       |
| 2011 Dettagli | Sesi          | BVC                      | GRER            |
| 2012 Dettagli | Sesi          | BVC                      | GRER            |
| 2013 Dettagli | Sesi          | BVC                      | Escola do Corpo |
| 2014 Dettagli | Funvic        | Sesi                     | BVC             |
| 2015 Dettagli | Funvic        | Sesi                     | BVC             |
| 2016 Dettagli | Funvic        | Sesi                     | BVC             |
| 2017 Dettagli | Funvic        | São Bernardo             | Sesi            |
| 2018 Dettagli | Funvic        | Sesi                     | BVC             |
| 2019 Dettagli | Funvic        | BVC                      | Sesi            |
| 2020 Dettagli | BVC           | Funvic                   | Itapetininga    |
| 2021 Dettagli | BVC           | Índios Guarus            | Amigos do Vôlei |
| 2022 Dettagli | BVC           | Sesi                     | Suzano          |
| 2023 Dettagli | Índios Guarus | Suzano                   | Sesi            |
| 2024 Dettagli | BVC           | Suzano                   | Sesi            |

## Palmarès
| Squadra       | Titolo | Edizione                                                   |
| ------------- | ------ | ---------------------------------------------------------- |
| União Suzano  | 10     | 1992, 1993, 1994, 1995, 1997, 1998, 1999, 2002, 2007, 2008 |
| BVC           | 10     | 1989, 1990, 1991, 2000, 2001, 2004, 2020, 2021, 2022, 2024 |
| Pirelli       | 7      | 1981, 1982, 1983, 1984, 1985, 1986, 1987                   |
| Funvic        | 6      | 2014, 2015, 2016, 2017, 2018, 2019                         |
| Paulistano    | 5      | 1973, 1977, 1978, 1979, 1980                               |
| Sesi          | 4      | 2009, 2011, 2012, 2013                                     |
| Santos        | 2      | 1974, 1975                                                 |
| Unisul        | 2      | 1988, 1996                                                 |
| Pinheiros     | 2      | 2005, 2006                                                 |
| Santo André   | 1      | 1976                                                       |
| San Paolo     | 1      | 2003                                                       |
| Futuro        | 1      | 2010                                                       |
| Índios Guarus | 1      | 2023                                                       |